# 青木謙
青木 謙（あおき けん、1990年〈平成2年〉3月2日 - ）は、日本の俳優。
本名同じ。岩手県盛岡市出身。
テレビドラマ・舞台・テレビコマーシャルと幅広く活動しており、コレオグラファーとしても振付を行う、日本人俳優である。身長183cm。

## 人物
2021年までプロダンサーとして活動。バッグダンサーやメディア出演、振り付けなどを行っていた。
2022年よりジャングルに所属後本格的に俳優を主に活動する。

## 出演

### 映画
- ヲタクに恋は難しい（2022年、東宝、福田雄一監督） - ヲタク 役
- おじドル,ヤクザ（2022年、⼤川裕明監督） - ヤクザ坂⼝昇 役
- 劇場版ねこ物件（2022年、綾部真弥監督）
- 探偵マリコの生涯で一番悲惨な日（2023年、内田英治監督片山慎三監督）
- 世界の終わりから（2023年、ナカチカ、紀里谷和明監督）
- 東京リベンジャーズ2血のハロウィン編（2023年、ワーナー・ブラザース、英勉監督）- 芭流覇羅
- 禁じられた遊び（2023年、東映、中田秀夫監督）
- シモキタブレイザー（2024年、安藤光造監督） - BAZZ 役

### ドラマ
- 声優探偵（2021年、TX、綾部真弥監督）-徳場(鑑識)役
- AKBの歌（2022年、ひかりTV）
  - 3,4話「夕陽を見ているか？ 」永江二朗監督　- 常連客 役
  - 9,10話「Better」綾部真弥監督　- 社長秘書 役
- すべて忘れてしまうから（2022年、Disney+） -2,10話 カフェ店員 役
- 闇金ウシジマくん外伝 闇金サイハラさん（2022年9月21日 - 12月28日、MBS/TBS) - 1話 ヤク中債務者 役
- I am… 23歳たち『終りの季節』（2024年、FOD ） - きのこ 役
- 地面師たち(2024年7月25日、Netflix、大根仁監督) - 3話 オロチの手下 役

### 舞台
- ミュージカル『刀剣乱舞』加州清光単騎出陣 2017 （2017年10月、茅野イサム演出、天王洲銀河劇場）
- ミュージカル『刀剣乱舞』〜結びの音、始まりの響き〜 （2018年3月 - 、茅野イサム演出 、日本⻘年館ホール 他2会場） - アンサンブル
- 舞台「七つの大罪 The STAGE」（2018年 8月、毛利亘宏(少年社中)演出  天王洲銀河劇場 他 1 会場）-アンサンブル
- ミュージカル「イヴ・サンローラン」(2019年 2月 - 、荻田浩一演出、よみうり大手町ホール 他 1 会場） - モデル役
- 死神遣いの事件帖 終（2025年8月 - 9月〈予定〉、毛利亘宏演出、サンシャイン劇場 他4会場）[2]

### 広告
- 日本マクドナルド「今年はみんなで BIG SMILE」（2021年1月 - 、児玉裕一監督 ）
- 『Gulliver Web CM 「＃１新鮮なクルマはピッチピチ」編 、「＃２保証あるっしょ、大丈夫っしょ」編、「＃３オレだけの、とっておき」編』 - バンちゃん役
- 『Spotify ずっと真夜中でいいのに。「音であふれる年末年始を」』(2023)

### コレオグラフィー
- ひかりTV「AKBの歌」（2022年、ひかりTV）
  - 3,4話「夕陽を見ているか？ 」永江二朗監督 - 劇中ダンスシーン
  - 7,8話「ヘビーローテーション」湯本信一監督 - 劇中ダンスシーン
  - 9,10話「Better」綾部真弥監督 - 劇中ダンスシーン
- 声優探偵（2021年、TX、綾部真弥監督）-本編・ED振付
- ヲタクに恋は難しい（2020年、東宝、福田雄一監督）- 振付アシスタント
- オトナ⼥⼦（2015年、CX）2-5話

### その他
- GOHEMP 2024 Spring & Summer Collection
- ザ・マスクド・シンガー（2021年、Amazon Prime Video） - SP 役
- マスクドシンガーアフターパーティー（2021年、Amazon Music）- SP 役